# آندریاس دیبیتز
آندریاس دیبیتز (انگلیسی: Andreas Diebitz؛ زادهٔ ۱۱ ژانویهٔ ۱۹۶۵) بازیکن فوتبال اهل آلمان شرقی است.
از باشگاه‌هایی که در آن بازی کرده‌است می‌توان به باشگاه فوتبال دینامو درسدن، باشگاه فوتبال زاکسن لایپزیگ، و باشگاه فوتبال درسدنر اشاره کرد.